# Robert Rauschenberg
Robert Rauschenberg (ur. 22 października 1925 w Port Arthur, zm. 12 maja 2008 w Lee County na Florydzie) – amerykański artysta, który wywarł bardzo duży wpływ na sztukę amerykańską po II wojnie światowej. Zajmował się malarstwem, rzeźbą, instalacją, scenografią, teatrem i happeningiem. Odznaczony Narodowym Medalem Sztuki.

## Życiorys

Riding Bikes, Berlin 1998.

Był jedynym dzieckiem Dory i Ernesta Rauschenbergów. Studiował w Kansas City Art Institute i Académie Julian w Paryżu. Po powrocie do Stanów Zjednoczonych podjął studia na Black Mountain College w Nowym Jorku. Zaczął tam tworzyć prace przeciwstawiające się dziełom ekspresjonizmu abstrakcyjnego i rozpoczynające epokę pop-artu.

### Kariera
Początkowo malował monochromatyczne obrazy (białe i czarne), stopniowo wprowadzając kolor (zaczął od czerwieni, która sprawiała mu najwięcej problemów). Swoje pierwsze wystawy miał w 1951 roku w Betty Parsons Gallery oraz w 1954 w Charles Egan Gallery na Manhattanie.
Symboliczny początek pop-artu to 1953 rok, kiedy Rauschenberg wymazał gumką rysunek Willema de Kooninga. De Kooning wiedząc o zamiarach swojego kolegi, sprzedał mu rysunek za butelkę whisky. Mimo to akt Rauschenberga był szeroko komentowany i budził wiele emocji.
W czasie studiów dorabiał jako śmieciarz – stąd jego późniejsze zainteresowanie przedmiotami. Zaczął je wprowadzać do swoich obrazów, które z czasem stały się przestrzennymi „combine painting”, jak sam nazywał je artysta. Wykorzystywał wycinki z gazet, przedmioty znalezione na ulicy i plaży, wypchane zwierzęta. W swoich dziełach umieszczał wizerunki znanych polityków i produktów (np. butelki Coca-Coli w „Coca Cola Plan” z 1958). Źródeł jego inspiracji można szukać w działaniach dadaistów. Jego najsłynniejsze prace z tego okresu to „Canyon” (1959) i „Monogram” (1959). W 1959 roku wziął udział razem z Jasperem Johnsem w Happeningu Allana Kaprowa „Eighteen Happenings in Six Parts”. Jako pierwszy Amerykanin w historii otrzymał główną nagrodę za malarstwo na Biennale w Wenecji w 1964. Od 1962 wykonywał swoje obrazy w technice sitodruku, zaczął używać naturalnych barwników oraz zwracał w swoich dziełach uwagę na ochronę środowiska.
W 1997 w Muzeum Guggenheima w Nowym Jorku odbyła się wielka retrospektywa jego twórczości.

### Życie osobiste
Swoją żonę, Susan Weil, poznał w Paryżu. Gdy ten związek się zakończył, Rauschenberg nawiązał romanse z innymi artystami – Cy'em Twomblym oraz Jasperem Johnsem. Artykuł Jonathana Davida Katza Lovers and Divers sugeruje, że w związek z Twomblym artysta zaangażował się jeszcze podczas trwania małżeństwa z Weil.